# David Chandler (Chemiker)
David Chandler (* 15. Oktober 1944 in Brooklyn; † 18. April 2017) war ein US-amerikanischer Chemiker (Physikalische Chemie). Er war Professor an der University of California, Berkeley.

## Werdegang
Chandler studierte am Massachusetts Institute of Technology mit dem Bachelor-Abschluss 1966 und wurde 1969 an der Harvard University bei Roy Gerald Gordon mit dem Thema The mode expansion, a new method in statistical mechanics in Chemischer Physik promoviert. 1970 wurde er Assistant Professor an der University of Illinois at Urbana-Champaign, an der er 1977 eine volle Professur erhielt. 1983 bis 1985 war er Professor an der University of Pennsylvania und von 1986 bis 2015 war er Professor in Berkeley.
Er befasste sich mit Statistischer Mechanik, speziell Struktur, molekulare Dynamik und Quantenprozesse in Flüssigkeiten, chemische Gleichgewichte in und Kinetik von Flüssigkeiten, wässrige Lösungen und hydrophobe Effekte, Polymer-Schmelzen und Mischungen und komplexe Flüssigkeiten auch in der Biologie. Er entwickelte Techniken zur Behandlung von Systemen fern vom Gleichgewicht, die  Statistische Mechanik im Trajektorienraum, mit der er unter anderem den Glasübergang untersuchte.
1982 wurde er Fellow der American Physical Society. Er war Mitglied der National Academy of Sciences, der American Academy of Arts and Sciences (jeweils seit 1995) und der Royal Society (seit 2011). 2005 erhielt er den Irving Langmuir Award, 1996 den American Chemical Society Award in Theoretical Chemistry und 1998 den Joseph O. Hirschfelder Prize. 1999 erhielt er den Humboldt-Forschungspreis. 1972 bis 1974 war er Sloan Research Fellow und 1981/82 Guggenheim Fellow.
Er war Berater des Los Alamos National Laboratory und beim IBM Thomas J. Watson Research Center und war seit 1996 am Lawrence Berkeley National Laboratory. Er war Gastwissenschaftler an der École normale supérieure in Lyon, an der Universität Oxford, an der Columbia University (Gastprofessor 1977/78) und war 1991 Miller Professor in Berkeley.

## Schriften
- Introduction to Modern Statistical Mechanics, Oxford University Press 1987